# Wilczkowo (gromada)
Wilczkowo – dawna gromada, czyli najmniejsza jednostka podziału terytorialnego Polskiej Rzeczypospolitej Ludowej w latach 1954–1972.
Gromady, z gromadzkimi radami narodowymi (GRN) jako organami władzy najniższego stopnia na wsi, funkcjonowały od reformy reorganizującej administrację wiejską przeprowadzonej jesienią 1954 do momentu ich zniesienia z dniem 1 stycznia 1973, tym samym wypierając organizację gminną w latach 1954–1972.
Gromadę Wilczkowo z siedzibą GRN w Wilczkowie utworzono – jako jedną z 8759 gromad na obszarze Polski – w powiecie lidzbarskim w woj. olsztyńskim na mocy uchwały nr 16 WRN w Olsztynie z dnia 4 października 1954. W skład jednostki weszły obszary dotychczasowych gromad Wilczkowo, Klony, Wysokie, Ełdyty Wielkie i Świękity ze zniesionej gminy Lubomino oraz obszar dotychczasowej gromady Łęgno ze zniesionej gminy Świątki w tymże powiecie. Dla gromady ustalono 16 członków gromadzkiej rady narodowej.
Gromadę zniesiono 1 stycznia 1960, a jej obszar włączono do gromad Rogiedle (wsie Ełdyty Małe, Klony, Wilczkowo i Wysokie, osadę Gliniak oraz PGR-y Żardeniki, Ełdyty Wielkie, Zajączki i Klony), Dobre Miasto (wieś Łęgno, osadę Żardeniczki i PGR Łęgno)  i Lubomino (wieś Święknity, osady Święknicki Młyn i Święknitki oraz PGR Święknity) w tymże powiecie.